# المخفاج (مدينة البيضاء)

تعديل مصدري - تعديل

حارة المخفاج هي إحدى حارات مدينة مدينة البيضاء أحد مدن محافظة البيضاء، بلغ تعداد سكانها 707 نسمة حسب تعداد اليمن لعام 2004.